# Metopeurum gentianae
Metopeurum gentianae är en insektsart. Metopeurum gentianae ingår i släktet Metopeurum och familjen långrörsbladlöss. Inga underarter finns listade i Catalogue of Life.